# Sonic Palms
Sonic Palms ist ein österreichisches Dance-Projekt aus Wien, das aus den vier DJs Thomas Greisl, Stephan Deutsch, Flip Capella und I.Q. besteht. Bekannt wurde es durch den Song On the Beach, welcher sich im Sommer 2009 in den deutschen, österreichischen und finnischen Verkaufscharts platzieren konnte. Das Lied basiert auf einem Gitarrenriff von Chris Rea.

## Diskografie
Singles
- 2009: On the Beach
- 2009: In Your Dreams
- 2010: Into the Sun